# São Vicente de Távora
São Vicente de Távora é uma povoação portuguesa do Município de Arcos de Valdevez que foi sede da extinta Freguesia de São Vicente de Távora ou Freguesia de Távora (São Vicente), freguesia que tinha 2,41 km² de área e 265 habitantes (2011), e, por isso, uma densidade populacional de 110 hab/km².
A Freguesia de São Vicente de Távora foi extinta em 2013, no âmbito de uma reforma administrativa nacional, tendo sido agregada à freguesia de Santa Maria de Távora, para formar uma nova freguesia denominada União das Freguesias de Távora (Santa Maria e São Vicente) com sede em Santa Maria de Távora.

## População
| População da freguesia de Távora (São Vicente) | População da freguesia de Távora (São Vicente) | População da freguesia de Távora (São Vicente) | População da freguesia de Távora (São Vicente) | População da freguesia de Távora (São Vicente) | População da freguesia de Távora (São Vicente) | População da freguesia de Távora (São Vicente) | População da freguesia de Távora (São Vicente) | População da freguesia de Távora (São Vicente) | População da freguesia de Távora (São Vicente) | População da freguesia de Távora (São Vicente) | População da freguesia de Távora (São Vicente) | População da freguesia de Távora (São Vicente) | População da freguesia de Távora (São Vicente) | População da freguesia de Távora (São Vicente) |
| ---------------------------------------------- | ---------------------------------------------- | ---------------------------------------------- | ---------------------------------------------- | ---------------------------------------------- | ---------------------------------------------- | ---------------------------------------------- | ---------------------------------------------- | ---------------------------------------------- | ---------------------------------------------- | ---------------------------------------------- | ---------------------------------------------- | ---------------------------------------------- | ---------------------------------------------- | ---------------------------------------------- |
| 1864                                           | 1878                                           | 1890                                           | 1900                                           | 1911                                           | 1920                                           | 1930                                           | 1940                                           | 1950                                           | 1960                                           | 1970                                           | 1981                                           | 1991                                           | 2001                                           | 2011                                           |
| 287                                            | 312                                            | 316                                            | 312                                            | 367                                            | 358                                            | 428                                            | 541                                            | 551                                            | 491                                            | 488                                            | 390                                            | 369                                            | 314                                            | 265                                            |

| Distribuição da População por Grupos Etários | Distribuição da População por Grupos Etários | Distribuição da População por Grupos Etários | Distribuição da População por Grupos Etários | Distribuição da População por Grupos Etários | Distribuição da População por Grupos Etários | Distribuição da População por Grupos Etários | Distribuição da População por Grupos Etários | Distribuição da População por Grupos Etários | Distribuição da População por Grupos Etários |
| -------------------------------------------- | -------------------------------------------- | -------------------------------------------- | -------------------------------------------- | -------------------------------------------- | -------------------------------------------- | -------------------------------------------- | -------------------------------------------- | -------------------------------------------- | -------------------------------------------- |
| Ano                                          | 0-14 Anos                                    | 15-24 Anos                                   | 25-64 Anos                                   | > 65 Anos                                    |                                              | 0-14 Anos                                    | 15-24 Anos                                   | 25-64 Anos                                   | > 65 Anos                                    |
| 2001                                         | 24                                           | 50                                           | 144                                          | 96                                           |                                              | 7,6%                                         | 15,9%                                        | 45,9%                                        | 30,6%                                        |
| 2011                                         | 23                                           | 15                                           | 118                                          | 109                                          |                                              | 8,7%                                         | 5,7%                                         | 44,5%                                        | 41,1%                                        |

## Património
- Capela de São João Baptista da Comenda